# Jerry Hall
Jerry Faye Hall (Gonzales, 2 luglio 1956) è un'ex modella e attrice statunitense.

## Biografia
Dopo aver ottenuto un grande successo negli anni settanta come modella, comparendo sulle copertine di riviste di moda come Vogue, Cosmopolitan, Elle, L'Officiel, Harper's Bazaar e Playboy e aver lavorato per brand come Valentino, Gianni Versace, Christian Dior, Chanel, Thierry Mugler, Yves Saint Laurent, Burberry, H&M, Nino Cerruti, Diane von Fürstenberg e per marchi di cosmetici come L'Oréal e Revlon, approda anche sugli schermi cinematografici e recita persino in un film italiano (Topo Galileo, a fianco di Beppe Grillo).
Jerry Hall diviene ancor più celebre per il matrimonio con Mick Jagger, con il quale ha quattro figli, Elizabeth, James, Georgia e Gabriel. I due divorziano nel 1999. In precedenza era stata compagna di Bryan Ferry, leader dei Roxy Music, che le dedicò la canzone Prairie Rose (la rosa della prateria è il fiore simbolo del Texas, dove Jerry Hall nacque), e successivamente, a commento di una autobiografia della Hall, la canzone Kiss and Tell. Nel marzo 2016 ha sposato Rupert Murdoch, dal quale ha divorziato nel 2022 per presunta "incompatibilità di carattere".

## Filmografia
- Urban Cowboy, regia di James Bridges (1980)
- Topo Galileo, regia di Francesco Laudadio (1988)
- Batman, regia di Tim Burton (1989)
- Intrigo in famiglia (Bejewelled), regia di Terry Marcel – film TV (1991)
- La principessa degli intrighi (Princess Caraboo), regia di Michael Austin (1994)
- Vampiro a Brooklyn (Vampire in Brooklyn), regia di Wes Craven (1995)